# Breedeweg
Breedeweg est un village appartenant à la commune néerlandaise de Berg en Dal, dans la province de Gueldre. Le village compte environ 2 500 habitants.
Le 1er janvier 2015, les communes de Groesbeek, Ubbergen et Millingen aan de Rijn ont fusionné en formant une nouvelle commune, qui est nommée en 2015 provisoirement Groesbeek pour être renommé Berg en Dal ensuite, fin 2015.